# Afzettingen van Tongeren
De afzettingen van Tongeren zijn een lithostratigrafische eenheid (een opeenvolging van gesteentelagen) in de Belgische en Zuid-Nederlandse ondergrond. In België wordt gesproken van de Tongeren Groep, in Nederland van de Tongeren Formatie (sic) of Formatie van Tongeren (afkorting: TO). Vroeger werden de afzettingen ook wel Tongriaan (Frans: Tongrien) genoemd, maar die naam slaat tegenwoordig alleen op de ouderdom. De afzettingen van Tongeren zijn ondiep mariene, epicontinentale en continentale sedimenten (vooral kleien en zanden) uit het Late Eoceen en Vroege Oligoceen (rond 37 tot 30 miljoen jaar oud). In Nederland wordt de Formatie van Tongeren gerekend tot de Midden-Noordzee Groep.
De afzettingen van Tongeren werden voor het eerst beschreven door de Belgische geoloog André Hubert Dumont in 1849.

## Onderverdeling
De afzettingen van Tongeren worden onderverdeeld in een aantal eenheden. In België wordt de top vaak gevormd door de Formatie van Borgloon, die bestaat uit in een lagune of door rivieren afgezette schelphoudende zanden en kleien. In Nederland correleert deze formatie met het Laagpakket van Goudsberg, een afwisseling van vuursteenhoudende klei en bruinkoollaagjes. Onder de Formatie van Borgloon ligt in het noordoosten van België de Formatie van Sint-Huibrechts-Hern, een pakket schelphoudende kleien en zanden. In Nederland correleert deze formatie met het Laagpakket van Klimmen, een laag micahoudend fijn zand. In het noordwesten van België en aansluitende gebieden van Nederland worden de afzettingen van Tongeren vertegenwoordigd door het Zand van Zelzate, een pakket ondiep-marien glauconiethoudend zand dat wordt afgewisseld met kleilagen.

## Stratigrafie
In het noordwesten van België ligt de Tongeren-groep (daar het Zand van Zelzate) boven op de Formatie van Maldegem (Midden-Eocene kleien en zanden). In het oosten, waar deze formatie ontbreekt, zijn onder de afzettingen van Tongeren oudere eenheden te vinden, zoals formaties uit de Landen Groep. In Nederlands Zuid-Limburg ligt de Formatie van Tongeren op de Onder-Noordzee-groep (de formaties van Dongen en Landen, Laat-Paleoceen tot Vroeg-Eoceen) of de Krijtkalk Groep (de formaties van Houthem, Vaals of Gulpen, Laat-Krijt en Vroeg-Paleoceen in ouderdom).
Boven op de afzettingen van Tongeren zijn meestal de afzettingen van Rupel te vinden, een mariene opeenvolging van zanden en kleien uit het Laat-Oligoceen.